# ブリコン 〜BLEACH CONCEPT COVERS〜
『ブリコン 〜BLEACH CONCEPT COVERS〜』（ブリコン ブリーチ・コンセプト・カバーズ）は、アニメ『BLEACH』の歴代主題歌を、登場キャラクターを演じる声優陣がカバーしたコンセプト・アルバム。2010年12月15日に1作目の『ブリコン 〜BLEACH CONCEPT COVERS〜』が、2011年12月14日に2作目の『ブリコン 〜BLEACH CONCEPT COVERS〜 2』が発売された。

## ブリコン 〜BLEACH CONCEPT COVERS〜

### リリース
2010年12月15日にアニプレックスから発売された。ジャケットには、ちびキャラ仕様で描かれたキャラクターの描き下ろしイラストが用いられ、初回仕様限定版には「チビキャラステッカー」も封入された。

### 制作
本アルバムでは、黒崎一護をはじめとする現世のキャラクターや護廷十三隊の隊長・副隊長を演じる声優陣が、アニメ『BLEACH』の歴代主題歌をカバーしている。楽曲の演奏は、本作のために結成されたセッションバンドが担当し、メンバーには第3期オープニングテーマ「一輪の花」を担当したHIGH and MIGHTY COLORのMEG、SASSY、mACKAz、および第10期エンディングテーマ「桜日和」を担当した星村麻衣が参加した。また、「一輪の花」のカバーでは、歌唱を担当した速水奨（藍染惣右介役）、佐久間紅美（雛森桃役）に加え、元HIGH and MIGHTY COLORのユウスケがフィーチャリングで参加した。

### 評価
CDJournal WEBは、「ORANGE RANGEやAqua Timez、いきものがかりなど、原曲の歌のイメージが強く残る大ヒット曲のカヴァーは難しかっただろうが、リスペクトを持ったストレートなカヴァーが多く好感が持てる」と評している。また、タワーレコードのフリーペーパー『TOWER』は、本アルバムについて「選曲&キャスティングが秀逸」と評している。

### チャート成績
オリコンの調べによると、本アルバムは発売初週に4,880枚の推定週間売上を記録し、2010年12月27日付週間アルバムランキングにおいて33位にランクインした。2010年12月22日付のBillboard Japan Top Albums Salesでは、初登場17位を記録した。

### 収録曲
出典：
| 全編曲: MEG、星村麻衣、Falsetto de Es。 |                             |                       |                                        |                                                                                     |       |
| #                                       | タイトル                    | 作詞                  | 作曲                                   | 歌唱                                                                                | 時間  |
| 1.                                      | 「introduction」            |                       |                                        | 塚田正昭 as 山本元柳斎重國                                                          | 0:57  |
| 2.                                      | 「*〜アスタリスク〜」       | ORANGE RANGE          | ORANGE RANGE                           | 森田成一 as 黒崎一護                                                                | 4:16  |
| 3.                                      | 「CHU-BURA」                | RYOSUKE KOJIMA、jam   | KELUN                                  | 杉山紀彰 as 石田雨竜                                                                | 4:39  |
| 4.                                      | 「千の夜をこえて」          | 太志                  | 太志                                   | 置鮎龍太郎 as 朽木白哉 伊藤健太郎 as 阿散井恋次                                     | 4:52  |
| 5.                                      | 「一輪の花」                | HIGH and MIGHTY COLOR | HIGH and MIGHTY COLOR                  | 速水奨 as 藍染惣右介 佐久間紅美 as 雛森桃 feat.ユウスケ (ex. HIGH and MIGHTY COLOR) | 3:42  |
| 6.                                      | 「TONIGHT,TONIGHT,TONIGHT」 | ヒダカトオル          | ビート・クルセイダース                 | 立木文彦 as 更木剣八                                                                | 2:50  |
| 7.                                      | 「Life is Like a Boat」     | Rie fu                | Rie fu                                 | 中尾隆聖 as 涅マユリ 釘宮理恵 as 涅ネム                                             | 5:00  |
| 8.                                      | 「サンキュー!!」            | KURO MICRO DJ U-ICHI  | KURO MICRO DJ U-ICHI TAKAHIRO WATANABE | 森川智之 as 東仙要 小西克幸 as 檜佐木修兵                                           | 4:13  |
| 9.                                      | 「HANABI」                  | 水野良樹              | 水野良樹                               | 朴璐美 as 日番谷冬獅郎 松谷彼哉 as 松本乱菊                                         | 4:26  |
| 10.                                     | 「ほうき星」                | 佐藤永麻              | 田中直                                 | 雪野五月 as 四楓院夜一 桑島法子 as 砕蜂                                             | 3:19  |
| 11.                                     | 「マイペース」              | 石田順三              | 石田順三                               | 真殿光昭 as コン                                                                    | 4:30  |
| 12.                                     | 「桜日和」                  | 星村麻衣              | 星村麻衣                               | 久川綾 as 卯ノ花烈                                                                  | 4:20  |
| 13.                                     | 「光のロック」              | 山口隆                | 山口隆                                 | 稲田徹 as 狛村左陣                                                                  | 4:01  |
| 14.                                     | 「ギャロップ」              | suzumoku              | Ohyama "B.M.W" Wataru                  | 石川英郎 as 浮竹十四郎 西村ちなみ as 虎徹清音 遠近孝一 as 小椿仙太郎                | 4:33  |
| 15.                                     | 「少女S」                   | TOMOMI                | Yuichi Tajika                          | 折笠富美子 as 朽木ルキア 松岡由貴 as 井上織姫                                       | 3:13  |
| 合計時間:                               | 合計時間:                   | 合計時間:             | 合計時間:                              | 合計時間:                                                                           | 58:51 |

### スタッフ
出典：
- MEG (2side1BRAIN, ex. HIGH and MIGHTY COLOR) – ギター
- SASSY (ex. HIGH and MIGHTY COLOR) – ドラム
- mACKAz (ex. HIGH and MIGHTY COLOR) – ベース
- 星村麻衣 – ピアノ、オルガン、キーボード
- Falsetto de Es – アコースティック・ギター

## ブリコン 〜BLEACH CONCEPT COVERS〜 2
2011年12月14日にアニプレックスから発売された。初回仕様限定盤には、特典として「チビキャラステッカー」が封入された。黒崎一護や朽木ルキア、破面、仮面の軍勢といった登場人物を演じる声優陣が、それぞれのキャラクターに扮し、アニメ『BLEACH』の歴代主題歌をカバーしている。

### 評価
CDJournal WEBは、本アルバムについて「それぞれの個性を活かしたアレンジが楽しく、原曲の新たな魅力を発見する場面も。好企画だけに第2弾も納得」と評している。

### チャート成績
オリコンの調べによると、本アルバムは発売初週に6,660枚の推定週間売上を記録し、2011年12月26日付週間アルバムランキングにおいて18位にランクインした。2011年12月21日付のBillboard Japan Top Albums Salesでは、初登場17位を記録した。

### 収録曲
出典：
| #         | タイトル                       | 作詞                | 作曲                    | 編曲           | 歌唱 | 時間  |
| --------- | ------------------------------ | ------------------- | ----------------------- | -------------- | --- | ----- |
| 1.        | 「introduction」               |                     |                         |                | 飯塚昭三 as バラガン・ルイゼンバーン                                                                       | 1:14  |
| 2.        | 「今宵、月が見えずとも」       | 新藤晴一            | 岡野昭仁                | MEG            | 森田成一 as 黒崎一護                                                                                       | 4:13  |
| 3.        | 「アニマロッサ」               | 岡野昭仁            | 岡野昭仁                | 清水武仁       | 浪川大輔 as ウルキオラ・シファー                                                                           | 4:33  |
| 4.        | 「乱舞のメロディ」             | マオ                | 御恵明希                | MEG            | 神奈延年 as ノイトラ・ジルガ 中村悠一 as テスラ・リンドクルツ                                              | 3:51  |
| 5.        | 「echoes」                     | haru                | haru、板垣祐介          | MEG            | 諏訪部順一 as グリムジョー・ジャガージャック                                                               | 4:37  |
| 6.        | 「種をまく日々」               | 鴨川義之            | 大坂孝之介              | Falsetto de Es | 小野坂昌也 as 平子真子                                                                                     | 5:16  |
| 7.        | 「旅立つキミへ」               | Kanako kato RSP     | RSP Jeff Miyahara Pochi | Falsetto de Es | 高木礼子 as 猿柿ひよ里 石塚さより as 矢胴丸リサ 神田朱未 as 久南白                                         | 4:03  |
| 8.        | 「オレンジ」                   | MIE、AILA           | 黒光雄輝                | Falsetto de Es | 小山力也 as コヨーテ・スターク 浅井清己 as リリネット・ジンジャーバック                                    | 5:03  |
| 9.        | 「Velonica」                   | 太志                | Aqua Timez              | MEG            | 緒方恵美 as ティア・ハリベル                                                                               | 4:39  |
| 10.       | 「ヒトヒラのハナビラ」         | AIMI&ステレオポニー | AIMI&ステレオポニー     | MEG            | 佐久間紅美 as エミルー・アパッチ 石塚さより as フランチェスカ・ミラ・ローズ 瀬那歩美 as シィアン・スンスン | 3:35  |
| 11.       | 「ALONES」                     | 太志                | 太志                    | MEG            | 鳥海浩輔 as ザエルアポロ・グランツ                                                                         | 4:18  |
| 12.       | 「さくらびと」                 | 石田順三            | 石田順三                | Falsetto de Es | 関俊彦 as アーロニーロ・アルルエリ                                                                         | 5:21  |
| 13.       | 「chAngE」                     | miwa                | miwa                    | MEG            | 折笠富美子 as 朽木ルキア                                                                                   | 4:07  |
| 14.       | 「Save The One, Save The All」 | Akio Inoue          | Daisuke Asakura         | 清水武仁       | 森田成一 as 黒崎一護                                                                                       | 4:11  |
| 合計時間: | 合計時間:                      | 合計時間:           | 合計時間:               | 合計時間:      | 合計時間:                                                                                                  | 59:06 |

### スタッフ
出典：
- MEG (2side1BRAIN, ex. HIGH and MIGHTY COLOR) – エレクトリック・ギター
- SASSY (ex. HIGH and MIGHTY COLOR) – ドラム
- mACKAz (ex. HIGH and MIGHTY COLOR) – ベース
- 星村麻衣 – ピアノ、オルガン、キーボード
- Falsetto de Es – アコースティック・ギター
- Tomohiro Odawara、Azumi Takahashi – バッキング・ボーカル